# Kissin' Time
Kissin' Time è un brano del gruppo hard rock statunitense Kiss, pubblicato per la prima volta nel maggio del 1974 all'interno del loro omonimo album.

## Tracce
- Lato A: Kissin' Time
- Lato B: Deuce

## Apparizioni
La canzone è apparsa nei seguenti album: 

- 1974 - Kiss
- 1976 - The Originals
- 2005 - Kiss Chronicles: 3 Classic Albums

## Formazione
- Gene Simmons: basso, voce
- Paul Stanley: chitarra ritmica, voce
- Peter Criss: batteria, voce
- Ace Frehley: chitarra solista